# Perfume WORLD TOUR 2nd
《Perfume WORLD TOUR 2nd》是流行電音組合Perfume第9張演唱會DVD/Blu-ray。

## 概要
- DVD/Blu-ray收錄了2013年7月5日在英國倫敦進行的「Perfume WORLD TOUR 2nd」海外巡迴演唱會的影像。這次巡迴演出时间為2013年7月3日至7月7日，在歐洲3個地方（德國、英國和法國），分別舉行了3場公演。
- 本作與“Perfume WORLD TOUR 1st”Blu-ray版同日發行[1]。

## 收錄曲
1. OPENING
2. Spending all my time
3. Magic of Love
4. レーザービーム
5. ポリリズム
6. Spring of Life
7. love the world
8. SEVENTH HEAVEN
9. スパイス
10. Handy Man (Instrumental)
11. だいじょばない
12. エレクトロ・ワールド
13. FAKE IT
14. Dream Fighter
15. チョコレイト・ディスコ
16. MY COLOR

ENCORE
1. GLITTER

WORLD TOUR 2nd メイキング

## 資料來源
1. ↑  . 2014-08-22  [2014-09-21]. （原始内容存档于2014-10-15）.

## 外部連結
- 日本環球唱片公司的介紹專頁
  - Perfume WORLD TOUR 2nd 【Blu-ray】（页面存档备份，存于）
  - Perfume WORLD TOUR 2nd 【DVD】（页面存档备份，存于）